# Frank Zagarino
Frank Anthony Zagarino (* 19. Dezember 1959 in Los Angeles, Kalifornien, USA) ist ein US-amerikanischer Schauspieler und Star zahlreicher B-Filme.
Seine Karriere als Schauspieler begann er in den frühen 1980er Jahren. Eine gewisse Bekanntheit erlangte er durch seine Rollen in der Shadowchaser-Filmreihe sowie die in den Airboss-Filmen. Einem größeren Publikum bekannt wurde Zagarino schließlich durch seine Rolle als Nod-General Anton Slavik in dem Computerspiel Command & Conquer: Tiberian Sun sowie in dessen Add-on Feuersturm. Insgesamt wirkte er an 51 Filmen mit. Regisseure, mit denen er mehrmals zusammenarbeitete, waren u. a. J. Christian Ingvordsen, Sam Firstenberg und Yossi Wein.
Zagarino ist auch als Regisseur und Produzent tätig. 1993 inszenierte er mit Fist Fighter 2 seinen ersten Spielfilm. Im Jahr 2000 drehte er Never Look Back, gefolgt 2007 von Spiker.
Zagarino trat ein letztes Mal 2008 als Schauspieler auf und zog sich im Anschluss aus der Filmindustrie zurück. Er betreibt seit mehreren Jahren die Firma Movies in the Moonlight, die mobile Filmleinwände verleiht. 
Privat betreibt Frank Zagarino Triathlon.

## Filmografie (Auswahl)
als Schauspieler
- 1984: Lovelines
- 1985: Barbarian Queen
- 1987: Ein Mann geht durch die Hölle (Striker)
- 1987: Special Agent Hammer (Hammerhead)
- 1988: Ten Zan - The Ultimate Mission (Missione finale)
- 1989: The Avenger – Der Rächer (The Revenger)
- 1989: Cy-Warrior (Cyborg, il guerriero d'acciaio)
- 1989: Trained to Kill
- 1991: Detektiv Extralarge: Magic Power (Extralarge - Magia Nera) (Fernsehfilm)
- 1991: Stroker (Project Eliminator)
- 1992: Shadowchaser
- 1993: Blood Warriors
- 1994: Never Say Die
- 1995: Shadowchaser 2
- 1995: Shadowchaser 3
- 1995: Warhead
- 1996: Terminal Impact (Cyborg Cop III)
- 1996: Project Shadowchaser 4 (Orion’s Key)
- 1997: Airboss
- 1997: Convict 762 – Gefangene der Zukunft (Convict 762)
- 1997: Operation Delta Force
- 1997: Armstrong – Das Gesetz hat einen neuen Namen (Armstrong)
- 1998: Fallout – Gefahr aus dem All (Fallout)
- 1998: Im Kreuzfeuer der Rache (The Company Man)
- 1998: Mission 2002 (Airboss II: Preemptive Strike´)
- 1998: The Protector – Die letzte Entscheidung (The Protector)
- 1999: Bodyguard – Mit dem Rücken zur Wand (The Guardian)
- 1999: No Tomorrow
- 2000: The Stray – Der Racheengel (The Stray)
- 2002: Shattered Lies
- 2002: The Killing Point
- 2004: Lethal
- 2007: Spiker
- 2008: Little Bear and the Master

als Regisseur
- 2007: Spiker

## Computerspiele
- 1999: Command & Conquer: Tiberian Sun & Addon Feuersturm